# Kurnikówka

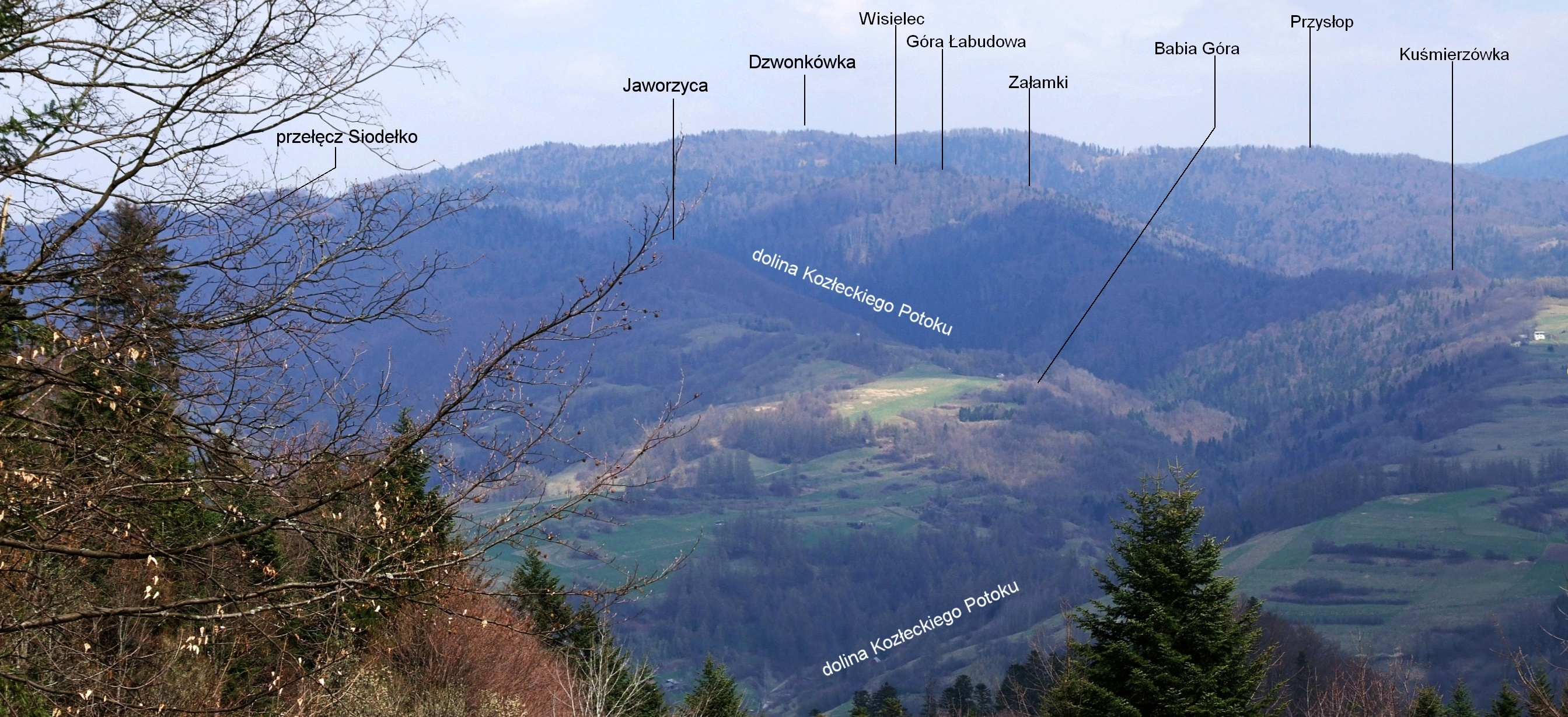
Widok z Kurnikówki

Kurnikówka – przełęcz (694 m) i polana w Pieninach, w grani Pieninek, pomiędzy Ociemnym Wierchem (740 m) i Białymi Skałami, na niektórych mapach nazywanymi Sutrówką (749 m). Dawniej z przełęczy Kurnikówka prowadziła leśna ścieżka do doliny Pieńskiego Potoku. Obecnie jest to obszar Pienińskiego Parku Narodowego, a Dolina Pienińskiego Potoku jest obszarem ochrony ścisłej.

## Opis polany
Polana Kurnikówka znajduje się na północnych stokach pod przełęczą w granicach Krościenka nad Dunajcem w województwie małopolskim, w powiecie nowotarskim. Rozciąga się z niej widok na Pasmo Radziejowej w Beskidzie Sądeckim. Przez przełęcz Kurnikówka oraz górnym i dolnym skrawkiem polany prowadzą dwa szlaki turystyczne.
Polana ma długość 350 m, średnią szerokość 150 m, powierzchnię 5,18 ha i nachylona jest na północny wschód.

## Przyroda
Z rzadkich w Polsce roślin na polanie rośnie storczyk drobnokwiatowy. W latach 1987–1988 znaleziono tu bardzo rzadkie, w Polsce zagrożone wyginięciem gatunki porostów: pałecznik jodłowy Calicium abietinum i krwawiec pajęczynowaty Haematomma ochroleucum.
Bogata mykobiota. W 1992 r. znaleziono tutaj 93 gatunki grzybów, w tym rzadkie w Polsce wilgotnice (9 gatunków, m.in. wilgotnicę szarą Gliophorus irrigatus), gąsówkę szarobrązową (Lepista luscina), koralownika białawego (Ramariopsis kunzei), Clitocybe radicellata, dzwonkówkę kosmkowatą (Entoloma sericellum), goździeńca przydymionego (Clavaria fumosa), stożkownicę czapeczkowatą (Porpolomopsis calyptriformis), purchawkę łatkowatą (Lycoperdon mammiforme), pasożytniczego maczużnika główkowatego (Tolypocladium capitatum) i maczużnika nasięźrzałowego (Tolypocladium ophioglossoides). Zdaniem Barbary Gumińskiej aby zachować dotychczasowy, bogaty skład gatunkowego grzybów na tej polanie, powinna być co roku (ewentualnie co dwa lata) koszona, a siano winno być z niej usuwane.

## Szlak turystyki pieszej
ze Szczawnicy przez przewóz promowy (Nowy Przewóz) na drugą stronę Dunajca. Dalej Sokolą Percią przez Sokolicę, przełęcz Sosnów, Czertezik, Czerteż i Kurnikówkę na Bajków Groń. Czas przejścia od przeprawy promowej na Bajków Groń: 2:30 godz., ↓ 2:15 godz.
 z Krościenka na przełęcz Burzana. Czas przejścia 1 godz., ↓ 45 min